# Елисеев, Юрий Михайлович
Юрий Михайлович Елисеев (29 июля 1996, Москва — 26 ноября 2016, Москва) — российский шахматист, гроссмейстер (2013). Чемпион мира среди кадетов 2012 года, чемпион России по шахматам в возрасте до 16 лет.

## Биография
Начал заниматься в шахматной школе при Институте спорта и туризма, первым тренером был Виталий Николаевич Фетисов. Основной тренер — Евгений Александрович Решетников.
В 2007 году стал чемпионом мира по решению задач в возрасте до 12 лет.
В составе юношеской сборной России участник 3-х шахматных олимпиад среди участников до 16 лет (2010—2012). В 2010 сборная России заняла 3-е место, в 2011—2012 становилась чемпионом. В 2011 Юрий Елисеев, играя на третьей доске, также завоевал серебряную медаль в индивидуальном зачёте.
В 2012 году стал чемпионом мира среди кадетов.
Лауреат шахматной премии «Каисса» 2012 года в номинации «Открытие года».
Выиграл Кубок РСГУ среди студентов-гроссмейстеров в рамках Moscow Open 2013.
В составе команды шахматного клуба «Ракита» (Белгородская область) участник 20-го командного чемпионата России по шахматам (2013). Играя на 2-й доске, завоевал серебряную медаль в индивидуальном зачёте.
Чемпион Москвы (2015), победитель главного турнира Moscow Open 2016.
Разделил 1—3 место в турнире за Кубок губернатора Югры 2015 в Ханты-Мансийске (этап Кубка России), но по дополнительным показателям уступил И. Букавшину и А. Рахманову и занял 3-е место. В финале Кубка России 2015 дошёл до 1/8, где на тай-брейке уступил победителю турнира Ивану Букавшину.
По некоторым сведениям, увлекался паркуром.
Погиб в Москве 26 ноября 2016 года. Выпал из окна 12-го этажа, пытаясь перелезть на балкон.
Похоронен на Николо-Архангельском кладбище.

## Изменения рейтинга
| Графики недоступны из-за технических проблем. См. информацию на Фабрикаторе и на mediawiki.org. |